# Крымский кадетский корпус
Крымский кадетский корпус — белое военное образовательное учреждение, существовавшее в 1920—1929 годах сначала во Крыму под контролем Русской армии П. Н. Врангеля, а потом в эмиграции в Королевство сербов, хорватов и словенцев. В августе — сентябре 1929 года корпус был ликвидирован путем объединения с Первым русским кадетским корпусом.

## Формирование корпуса
23 марта 1920 года, спасаясь от наступающей РККА, в Кутаиси прибыли по Военно-грузинской дороге из Владикавказа два кадетских корпуса (Петровский Полтавский и Владикавказский). 9 июня того же года корпуса прибыли в Крым, где местом их пребывания стала Ялта. 22 октября того же года вышел приказ о том, что новое объединенное учебное заведение называется Крымским кадетским корпусом. Директор нового корпуса еще в июле был назначен В. В. Римский-Корсаков. В состав корпуса вошли кадеты бывших корпусов, оказавшиеся в Крыму (их приказом отчислили из Русской армии), а также воспитанники основанного в январе 1920 года Феодосийского интерната.

## Эвакуация из России
В ноябре 1920 года корпус был эвакуирован в Константинополь, почти сразу же был отправлен в Королевство сербов, хорватов и словенцев, куда прибыл 9 декабря того же года.

## Корпус в эмиграции

Врангель в Крымском кадетском корпусе. май 1925 года

На момент прибытия в Югославию Крымский корпус состоял из 5 рот и 20 классных отделений. В учреждении числились 650 кадетов в возрасте от 10 до 21 года (229 кадетов были участниками Гражданской войны, из них 40 с боевыми наградами). Педагогический персонал состоял из 29 человек, административно-хозяйственный из 8.
Первоначально корпус разместился в Стрнище, где в начале января 1921 года начались занятия. Первый выпуск корпуса (83 человека) состоялся уже в октябре 1921 года. Условия были очень тяжелые. Только в 1922 году была открыта библиотека. В 1922 году корпус окончили (по программе 7 классов) 105 человек, из которых 49 поступили в Николаевское кавалерийское училище, а еще 14 в университеты Бельгии, Югославии и Болгарии.
В октябре 1922 года корпус был переведен в Белу-Цркву, где ему предоставили два каменных трехэтажных здания. В корпусе было 579 кадетов.
Постепенно численность воспитанников сокращалась. На 1 сентября 1929 года в корпусе остался 271 кадет, из которых подавляющее большинство (215) были «казеннокоштные». Преподавателей было 24, а воспитателей — 11.
В августе — сентябре 1929 года Крымский кадетский корпус был ликвидирован путём объединения с Первым русским кадетским корпусом, при этом часть кадетов была переведена в Донской корпус.

## Директора корпуса
- Римский-Корсаков Владимир Валерианович (1920—1924)
- Промтов Михаил Николаевич (1924—1929)
- Балабай Николай Александрович ( 2002)

## Учебная программа
В эмиграции учебная программа в корпусе претерпела некоторые изменения. Кадеты уже в 1922 году изучали сербский язык, историю и географию Сербии.

## Быт

Спортсмены корпуса в 1925 году

В отличие от российских условий, где в спальнях кадетских корпусах убирал специальный обслуживающий персонал, в Сербии кадеты были вынуждены сами следить за порядком. Кормили в Сербии хорошо. Кадеты активно занимались спортом, загородными походами.
В корпусе царил своеобразный кодекс чести. Запрещалось красть у товарищей, доносить на них. Большим уважением пользовались георгиевские кавалеры. Однако воровать у крестьян и обманывать воспитателей считалось доблестью. Кроме того, кадеты ходили в самоволку и порой срывали уроки. 28 апреля 1922 года даже произошло массовое выступление кадетов против директора Корпуса Римского-Корсакова. Администрация со своей стороны боролась с этим. В частности, было создано некоторое самоуправление: введены должности «генерала выпуска», «дядек» (помощники офицеров-воспитателей в младших курсов, набранные из числа лучших кадетов старших курсов).

## Общественная деятельность

Прогулка кадетов с оркестром по Белой церкви. 1925 год

Кадетский корпус периодически устраивал прогулки по городу с оркестром. Часто давали концерты (в том числе платные), за счет которых отличившимся воспитанникам выплачивали премии.
Следует отметить, что Корпус не забывал Россию. Например, летом 1921 года в Корпусе прошел сбор в помощь голодающим Поволжья, собранные средства были отправлены в Россию через Красный Крест.